# Macromitrium picobonitum
Macromitrium picobonitum là một loài rêu trong họ Orthotrichaceae. Loài này được B.H. Allen mô tả khoa học đầu tiên năm 1998.